# Associazione Calcio Pavia 2014-2015
Questa voce raccoglie le informazioni riguardanti l'Associazione Calcio Pavia nelle competizioni ufficiali della stagione 2014-2015.

## Stagione
Nella stagione 2015-2016 il Pavia ha disputato il trentasettesimo campionato di terza serie della sua storia, prendendo parte alla nuova divisione unica istituita dalla Lega Pro nel girone A. Raccoglie 68 punti, con la penalizzazione di un punto, con il quarto posto finale in classifica, ed il diritto a partecipare ai quarti dei Play-off. Incrocia il Matera in trasferta, avanti di una rete si fa raggiungere, poi nell'ultimo minuto dei supplementari perde (1-2). Allenata da Riccardo Maspero la squadra pavese disputa un ottimo campionato, terza al termine del girone di andata con 35 punti, quarta al termine, unico neo non essersi fatta trovare pronta nel momento topico dei Play-off. Alla penultima giornata, dopo il rotondo (3-0) subito a Como, il Pavia cambia allenatore, a Maspero subentra Giovanni Vavassori. Nella Coppa Italia di Lega Pro il Pavia vince il girone B di qualificazione, superando Piacenza e Reggiana, poi nei sedicesimi incappa in un (5-1) subito ad Alessandria.

## Organigramma societario
Area direttiva
- Presidente: Xiaodong Zhu
- Consigliere delegato: Qiangming Wang
- Direttore generale: Massimo Londrosi
- Segretario generale: Paolo Zubani

Area tecnica
- Allenatore: Riccardo Maspero, poi dal 4 maggio 2015 Giovanni Vavassori[1]
- Allenatore in seconda: Luca Bozzini, poi dal 4 maggio 2015 Andrea Mussi[1]
- Preparatore dei portieri: Alfredo Geraci
- Collaboratore tecnico: Viviano Guida
- Team Manager: Gianluca Sacchi
- Preparatori atletici: Corrado Merighi e Stefano Tomarchio

Settore giovanile
- Responsabile: Stefano Todeschini
- Allenatore Berretti: Omar Nordi

Area sanitaria
- Medico sociale: Fabrizio Roberto
- Massofisioterapista: Tiziano Borgo

## Divise e sponsor
Il fornitore ufficiale di materiale tecnico per la stagione 2014-2015 è Garman.
| 1ª divisa | 2ª divisa |

## Rosa
| N. |                   | Ruolo | Calciatore           |
| -- | ----------------- | ----- | -------------------- |
|    | Italia (bandiera) | P     | Andrea De Toni       |
|    | Italia (bandiera) | P     | Davide Facchin       |
|    | Italia (bandiera) | P     | Gianmarco Fiory      |
|    | Italia (bandiera) | P     | Giovanni Volturo     |
|    | Italia (bandiera) | D     | Matteo Abbate        |
|    | Italia (bandiera) | D     | Alessandro Angelotti |
|    | Italia (bandiera) | D     | Dario Biasi          |
|    | Italia (bandiera) | D     | Stefano Biava        |
|    | Italia (bandiera) | D     | Denny Cardin         |
|    | Italia (bandiera) | D     | Andrea Cristini (II) |
|    | Italia (bandiera) | D     | Luca Ghiringhelli    |
|    | Italia (bandiera) | D     | Fabio Lucente        |
|    | Italia (bandiera) | D     | Alessandro Malomo    |
|    | Italia (bandiera) | D     | Antonio Marino       |
|    | Italia (bandiera) | D     | Rocco Sabato (I)     |
|    | Italia (bandiera) | D     | Samuele Sereni       |
|    | Italia (bandiera) | D     | Federico Sorbo       |
|    | Italia (bandiera) | C     | Paolo Bracchi        |

| N. |                    | Ruolo | Calciatore          |
| -- | ------------------ | ----- | ------------------- |
|    | Italia (bandiera)  | C     | Mattia Buongiorno   |
|    | Italia (bandiera)  | C     | Lorenzo Carotti     |
|    | Italia (bandiera)  | C     | Federico Carraro    |
|    | Italia (bandiera)  | C     | Alessandro Cesarini |
|    | Italia (bandiera)  | C     | Alessandro Corvesi  |
|    | Italia (bandiera)  | C     | Stefano Papapicco   |
|    | Italia (bandiera)  | C     | Alex Pederzoli      |
|    | Italia (bandiera)  | C     | Andrea Rosso        |
|    | Italia (bandiera)  | A     | Emanuele Anastasia  |
|    | Italia (bandiera)  | A     | Thomas Biava        |
|    | Italia (bandiera)  | A     | Pietro Cogliati     |
|    | Italia (bandiera)  | A     | Vito Falconieri     |
|    | Italia (bandiera)  | A     | Andrea Ferretti     |
|    | Croazia (bandiera) | A     | Paolo Grbac         |
|    | Italia (bandiera)  | A     | Davide Leonello     |
|    | Italia (bandiera)  | A     | Mattia Marchi       |
|    | Italia (bandiera)  | A     | Matteo Romanini     |
|    | Italia (bandiera)  | A     | Andrea Soncin       |

## Risultati

### Campionato

#### Girone di andata
| Arbitro: | Mancini (Fermo) |

|  |           |                     |
|  | Marcatori | 37’ (rig.) Cesarini |

| Arbitro: | Mastrodonato (Molfetta) |

|                                                                    |           |                                      |
| A. Ferretti 10’ Soncin 13’ Cesarini 15’ Cristini 77’ S. Sereni 85’ | Marcatori | 46’, 69’ (rig.) Serafini 64’ Candido |

| Arbitro: | Marinelli (Tivoli) |

|            |           |               |
| Foglio 38’ | Marcatori | 10’ S. Sereni |

| Arbitro: | D'Apice (Arezzo) |

|                                |           |            |
| Soncin 9’ A. Ferretti 50’, 75’ | Marcatori | 18’ Cavion |

| Arbitro: | Piscopo (Imperia) |

|                     |           |                        |
| Taddei 3’ Guazzo 9’ | Marcatori | 19’ (rig.), 35’ Soncin |

| Arbitro: | Illuzzi (Molfetta) |

|                                         |           |  |
| Corazza 32’, 73’ Gustavo 49’ Faragò 60’ | Marcatori |  |

| Arbitro: | Baldicchi (Città di Castello) |

|                                |           |             |
| Soncin 65’ (rig.) Romanini 90’ | Marcatori | 61’ Momentè |

| Arbitro: | Guccini (Albano Laziale) |

|                              |           |  |
| Paro 17’ Caridi 42’ Said 60’ | Marcatori |  |

| Arbitro: | Fiore (Barletta) |

|                                |           |  |
| Soncin 11’ (rig.) Cogliati 80’ | Marcatori |  |

| Arbitro: | Pillitteri (Palermo) |

|  |           |              |
|  | Marcatori | 32’ Cesarini |

| Arbitro: | Caso (Verona) |

|               |           |                     |
| Pederzoli 45’ | Marcatori | 7’ (rig.) Infantino |

| Arbitro: | Di Ruberto (Nocera Inferiore) |

|            |           |  |
| Ekuban 57’ | Marcatori |  |

| Arbitro: | Capone (Palermo) |

|                                                |           |  |
| Perico 22’ (aut.) A. Ferretti 69’ Cogliati 82’ | Marcatori |  |

| Arbitro: | Rossi (Rovigo) |

|                                                        |           |                  |
| Casarini 6’ A. Ferretti 34’ Cogliati 42’ Pederzoli 66’ | Marcatori | 18’ Di Francesco |

| Arbitro: | Zanonato (Vicenza) |

|  |           |                  |
|  | Marcatori | 88’ Ghiringhelli |

| Arbitro: | Fourneau (Roma) |

|                            |           |                       |
| S. Sereni 6’ Pederzoli 76’ | Marcatori | 62’ (rig.) Bellazzini |

| Bolzano 13 dicembre 2014, ore 14:30 CET 17ª giornata | Südtirol         | 0 – 0 referto | Pavia | Stadio Druso\| Arbitro: \| Proietti (Terni) \| |
| Arbitro:                                             | Proietti (Terni) |               |       |                                                |

| Arbitro: | Lanza (Nichelino) |

|              |           |                         |
| Cesarini 78’ | Marcatori | 74’ Ganz 86’ E. Defendi |

| Vicenza 6 gennaio 2015, ore 18:00 CET 19ª giornata | Real Vicenza   | 0 – 0 referto | Pavia | Stadio Romeo Menti\| Arbitro: \| Serra (Torino) \| |
| Arbitro:                                           | Serra (Torino) |               |       |                                                    |

#### Girone di ritorno
| Arbitro: | Paolini (Ascoli Piceno) |

|                                       |           |                          |
| Soncin 7’ (rig.) A. Ferretti 10’, 56’ | Marcatori | 8’ Cenettti 35’ Cattaneo |

| Arbitro: | Mainardi (Bergamo) |

|                        |           |                                 |
| Baclet 25’ Candido 37’ | Marcatori | 23’, 48’ A. Ferretti 54’ Soncin |

| Arbitro: | Formato (Benevento) |

|                              |           |  |
| A. Ferretti 34’ Cesarini 90’ | Marcatori |  |

| Arbitro: | Melidoni (Frattamaggiore) |

|                                       |           |                                             |
| Pinardi 48’ Romero 87’ Ranellucci 90’ | Marcatori | 16’, 33’, 83’ (rig.) Cesarini 89’ M. Marchi |

| Arbitro: | Dei Giudici (Latina) |

|  |           |                        |
|  | Marcatori | 50’ (aut.) A. Cristini |

| Arbitro: | Rapuano (Rimini) |

|                                 |           |                                               |
| Soncin 45’ A. Ferretti 83’, 89’ | Marcatori | 19’ N. Bianchi 65’ (rig.) Evacuo 79’ González |

| Arbitro: | Marini (Roma) |

|  |           |                             |
|  | Marcatori | 4’ Cesarini 24’ A. Ferretti |

| Arbitro: | Colosimo (Torino) |

|                    |           |                 |
| M. Marchi 13’, 57’ | Marcatori | 32’ (rig.) Said |

| Pavia 4 marzo 2015, ore 15:00 CET 31ª giornata (A) | Pavia             | 0 – 0 referto | Lumezzane | Stadio Pietro Fortunati\| Arbitro: \| Massimi (Termoli) \| |
| Arbitro:                                           | Massimi (Termoli) |               |           |                                                            |

| Arbitro: | Cifelli (Campobasso) |

|             |           |             |
| Yaisien 44’ | Marcatori | 90’ Carraro |

| Arbitro: | Daniele Rasia (Bassano del Grappa) |

|            |           |  |
| Malomo 76’ | Marcatori |  |

| Sassari 22 marzo 2015, ore 14:30 CET 30ª giornata | Torres              | 0 – 0 referto | Pavia | Stadio Vanni Sanna\| Arbitro: \| Di Martino (Teramo) \| |
| Arbitro:                                          | Di Martino (Teramo) |               |       |                                                         |

| Gorgonzola 28 marzo 2015, ore 17:00 CET 32ª giornata | Giana Erminio           | 0 – 0 referto | Pavia | Stadio Comunale\| Arbitro: \| Paolini (Ascoli Piceno) \| |
| Arbitro:                                             | Paolini (Ascoli Piceno) |               |       |                                                          |

| Arbitro: | Morreale (Roma) |

|                       |           |  |
| A. Brighenti 35’, 80’ | Marcatori |  |

| Arbitro: | Prontera (Bologna) |

|                                 |           |  |
| Soncin 29’ A. Ferretti 41’, 67’ | Marcatori |  |

| Arbitro: | Marinelli (Tivoli) |

|           |           |            |
| Greco 45’ | Marcatori | 12’ Abbate |

| Arbitro: | Boggi (Salerno) |

|                                         |           |                             |
| Cardin 5’ A. Ferretti 10’ M. Marchi 40’ | Marcatori | 33’, 71’ (rig.) Fischnaller |

| Arbitro: | Serra (Torino) |

|                                |           |  |
| Le Noci 34’, 73’ Cristiani 60’ | Marcatori |  |

| Arbitro: | Capilungo (Lecce) |

|              |           |                |
| Cesarini 84’ | Marcatori | 35’ Bardelloni |

### Play-off

#### Quarti di finale
| Arbitro: | Rapuano (Rimini) |

|                      |           |               |
| Pagliarini 76’, 120’ | Marcatori | 56’ M. Marchi |

### Coppa Italia Lega Pro

#### Primo turno
| Arbitro: | Sprezzola (Mestre) |

|                              |           |            |
| Ghiringhelli 30’ Carraro 77’ | Marcatori | 75’ Pasaro |

| Arbitro: | De Angeli (Abbiategrasso) |

|          |           |                                   |
| Siega 7’ | Marcatori | 38’ A. Ferretti 69’ (rig.) Soncin |

#### Secondo turno
| Arbitro: | Giua (Pisa) |

|                                                      |           |                |
| R. Taddei 5’, 18’ Sirri 44’ Scotto 45’ Valentini 82’ | Marcatori | 16’ Falconieri |

## Statistiche

### Statistiche di squadra
| Competizione          | Punti   | In casa | In casa | In casa | In casa | In casa | In casa | In trasferta | In trasferta | In trasferta | In trasferta | In trasferta | In trasferta | Totale | Totale | Totale | Totale | Totale | Totale | DR  |
| Competizione          | Punti   | G       | V       | N       | P       | Gf      | Gs      | G            | V            | N            | P            | Gf           | Gs           | G      | V      | N      | P      | Gf     | Gs     | DR  |
| --------------------- | ------- | ------- | ------- | ------- | ------- | ------- | ------- | ------------ | ------------ | ------------ | ------------ | ------------ | ------------ | ------ | ------ | ------ | ------ | ------ | ------ | --- |
| Lega Pro              | 68 (-1) | 19      | 13      | 4       | 2       | 41      | 20      | 19           | 6            | 8            | 5            | 17           | 23           | 38     | 19     | 12     | 7      | 58     | 43     | +15 |
| Play-off              |         | -       | -       | -       | -       | -       | -       | 1            | 0            | 0            | 1            | 1            | 2            | 1      | 0      | 0      | 1      | 1      | 2      | -1  |
| Coppa Italia Lega Pro |         | 1       | 1       | 0       | 0       | 2       | 1       | 2            | 1            | 0            | 1            | 3            | 6            | 3      | 2      | 0      | 1      | 5      | 7      | -2  |
| Totale                |         | 20      | 14      | 4       | 2       | 43      | 21      | 22           | 7            | 8            | 7            | 21           | 31           | 42     | 21     | 12     | 9      | 64     | 52     | +12 |

### Statistiche dei giocatori
| Giocatore        | Lega Pro | Lega Pro | Lega Pro    | Lega Pro   | Play-off | Play-off | Play-off    | Play-off   | Coppa Italia Lega Pro | Coppa Italia Lega Pro | Coppa Italia Lega Pro | Coppa Italia Lega Pro | Totale   | Totale | Totale      | Totale     |
| Giocatore        | Presenze | Reti     | Ammonizioni | Espulsioni | Presenze | Reti     | Ammonizioni | Espulsioni | Presenze              | Reti                  | Ammonizioni           | Espulsioni            | Presenze | Reti   | Ammonizioni | Espulsioni |
| ---------------- | -------- | -------- | ----------- | ---------- | -------- | -------- | ----------- | ---------- | --------------------- | --------------------- | --------------------- | --------------------- | -------- | ------ | ----------- | ---------- |
| M. Abbate        | 19       | 1        | 6           | 2          | 1        | 0        | 1           | 0          | 2                     | 0                     | 0                     | 0                     | 22       | 1      | 7           | 2          |
| E. Anastasia     | -        | -        | -           | -          | -        | -        | -           | -          | 1                     | 0                     | 0                     | 0                     | 1        | 0      | 0           | 0          |
| A. Angellotti    | 2        | 0        | 0           | 0          | -        | -        | -           | -          | -                     | -                     | -                     | -                     | 2        | 0      | 0           | 0          |
| D. Biasi         | 23       | 0        | 3           | 0          | 1        | 0        | 0           | 0          | -                     | -                     | -                     | -                     | 24       | 0      | 3           | 0          |
| T. Biava         | -        | -        | -           | -          | -        | -        | -           | -          | 1                     | 0                     | 0                     | 0                     | 1        | 0      | 0           | 0          |
| S. Bolla         | -        | -        | -           | -          | -        | -        | -           | -          | 1                     | 0                     | 0                     | 0                     | 1        | 0      | 0           | 0          |
| M. Buongiorno    | -        | -        | -           | -          | -        | -        | -           | -          | 2                     | 0                     | 0                     | 0                     | 2        | 0      | 0           | 0          |
| D. Cardin        | 25       | 1        | 4           | 0          | 1        | 0        | 0           | 0          | 1                     | 0                     | 0                     | 0                     | 27       | 1      | 4           | 0          |
| L. Carotti       | 18       | 0        | 3           | 0          | 1        | 0        | 0           | 0          | 1                     | 0                     | 0                     | 0                     | 20       | 0      | 3           | 0          |
| F. Carraro       | 23       | 1        | 1           | 0          | -        | -        | -           | -          | 1                     | 1                     | 0                     | 0                     | 24       | 2      | 1           | 0          |
| A. Cesarini      | 36       | 11       | 6           | 1          | 1        | 0        | 0           | 0          | 1                     | 0                     | 0                     | 0                     | 38       | 11     | 6           | 1          |
| P. Cogliati      | 25       | 3        | 2           | 0          | 1        | 0        | 0           | 0          | 1                     | 0                     | 0                     | 0                     | 27       | 3      | 2           | 0          |
| A. Corvesi       | 22       | 0        | 3           | 0          | -        | -        | -           | -          | 1                     | 0                     | 0                     | 0                     | 23       | 0      | 3           | 0          |
| A. Cristini (II) | 22       | 1        | 2           | 0          | -        | -        | -           | -          | 3                     | 0                     | 0                     | 0                     | 25       | 1      | 2           | 0          |
| D. Facchin       | 37       | -41      | 3           | 1          | 1        | -2       | 0           | 0          | 2                     | -2                    | 0                     | 0                     | 40       | -45    | 3           | 1          |
| V. Falconieri    | 14       | 0        | 2           | 0          | -        | -        | -           | -          | 3                     | 1                     | 0                     | 0                     | 17       | 1      | 2           | 0          |
| A. Ferretti      | 31       | 16       | 2           | 1          | 1        | 0        | 0           | 0          | 2                     | 1                     | 0                     | 0                     | 34       | 17     | 2           | 1          |
| G. Fiory         | 2        | -4       | 0           | 0          | -        | -        | -           | -          | -                     | -                     | -                     | -                     | 2        | -4     | 0           | 0          |
| L. Ghiringhelli  | 31       | 1        | 6           | 0          | 1        | 0        | 0           | 0          | 1                     | 1                     | 1                     | 0                     | 33       | 2      | 7           | 0          |
| P. Grbac         | 10       | 0        | 0           | 0          | -        | -        | -           | -          | -                     | -                     | -                     | -                     | 10       | 0      | 0           | 0          |
| D. Leonello      | -        | -        | -           | -          | -        | -        | -           | -          | 1                     | 0                     | 0                     | 0                     | 1        | 0      | 0           | 0          |
| F. Lucente       | -        | -        | -           | -          | -        | -        | -           | -          | 1                     | 0                     | 0                     | 0                     | 1        | 0      | 0           | 0          |
| A. Malomo        | 20       | 1        | 6           | 1          | -        | -        | -           | -          | 2                     | 0                     | 0                     | 0                     | 22       | 1      | 6           | 1          |
| M. Marchi        | 16       | 4        | 3           | 0          | 1        | 1        | 1           | 0          | -                     | -                     | -                     | -                     | 17       | 5      | 4           | 0          |
| A. Marino        | 10       | 0        | 2           | 0          | 1        | 0        | 0           | 0          | -                     | -                     | -                     | -                     | 11       | 0      | 2           | 0          |
| S. Papapicco     | -        | -        | -           | -          | -        | -        | -           | -          | 1                     | 0                     | 0                     | 0                     | 1        | 0      | 0           | 0          |
| A. Pederzoli     | 27       | 3        | 8           | 0          | 1        | 0        | 1           | 0          | 2                     | 0                     | 1                     | 0                     | 30       | 3      | 10          | 0          |
| M. Romanini      | 9        | 1        | 2           | 0          | -        | -        | -           | -          | 2                     | 0                     | 0                     | 0                     | 11       | 1      | 2           | 0          |
| A. Rosso         | 34       | 0        | 10          | 1          | 1        | 0        | 1           | 0          | 2                     | 0                     | 0                     | 0                     | 37       | 0      | 11          | 1          |
| R. Sabato (I)    | 12       | 0        | 6           | 1          | -        | -        | -           | -          | 1                     | 0                     | 0                     | 0                     | 13       | 0      | 6           | 1          |
| S. Sereni        | 20       | 3        | 4           | 0          | -        | -        | -           | -          | -                     | -                     | -                     | -                     | 20       | 3      | 4           | 0          |
| A. Soncin        | 35       | 10       | 6           | 0          | 1        | 0        | 0           | 0          | 2                     | 1                     | 2                     | 0                     | 38       | 11     | 8           | 0          |
| F. Sorbo         | 6        | 0        | 1           | 0          | -        | -        | -           | -          | 3                     | 0                     | 0                     | 0                     | 9        | 0      | 1           | 0          |
| G. Volturo       | -        | -        | -           | -          | -        | -        | -           | -          | 1                     | -5                    | 1                     | 0                     | 1        | -5     | 1           | 0          |